# Nicholas Carmen Dattilo
Nicholas Carmen Dattilo (Mahoningtown, 8 marzo 1932 – Camp Hill, 5 marzo 2004) è stato un vescovo cattolico statunitense.

## Biografia
Nicholas Carmen Dattilo nacque a Mahoningtown, un sobborgo di New Castle, Pennsylvania, l'8 marzo 1932 da Frank Dattilo ed Emma (nata Nocera).

### Formazione e ministero sacerdotale
Frequentò la Mahoning Grade School di New New Castle, la Saint Fidelis Seminary High School e il Junior College. Compì gli studi per il sacerdozio presso il seminario "San Vincenzo" di Latrobe e il seminario "San Carlo Borromeo" di Overbrook.
Il 31 maggio 1958 fu ordinato presbitero per la diocesi di Pittsburgh. In seguito fu vicario parrocchiale della parrocchia di San Patrizio a Canonsburg dal 1958 al 1971 e nello stesso periodo prestò brevemente servizio anche nella chiesa di San Colman a Turtle Creek. Fu quindi parroco della parrocchia della Madonna del Castello a Swissvale e vicario per le religiose dal 1971 al 1981; parroco della parrocchia di San Vito a New Castle dal 1981 al 1985; segretario per il clero e la vita pastorale dal 1985 al 1987 e vicario generale dal 1987.

### Ministero episcopale
Il 21 novembre 1989 papa Giovanni Paolo II lo nominò vescovo di Harrisburg. Ricevette l'ordinazione episcopale il 26 gennaio successivo nella cattedrale di San Patrizio a Harrisburg dall'arcivescovo metropolita di Filadelfia Anthony Joseph Bevilacqua, co-consacranti l'arcivescovo metropolita di Baltimora William Henry Keeler e il vescovo di Pittsburgh Donald William Wuerl. Durante la stessa celebrazione prese possesso della diocesi.
Poco dopo la consacrazione, monsignor Dattilo avviò un processo di consultazione triennale per valutare i bisogni e le risorse della Chiesa locale in preparazione per il nuovo secolo. Ciò comportò un'importante riorganizzazione della struttura amministrativa diocesana e delle parrocchie e delle missioni a causa dello spostamento della popolazione all'interno delle quindici contee della diocesi. Durante il suo mandato, il numero complessivo delle parrocchie fu ridotto da 120 a 89, con il risultato di 23 appelli e anni di proteste. Elevò la missione di San Giovanni Battista a parrocchia e fondò la missione di San Giorgio.
Nel 1998 Dattilo istituì il Programma di ministero laicale ecclesiale, un programma di formazione triennale per formare dirigenti laici preparati, consapevoli e fedeli all'insegnamento, al governo e alla vita sacramentale della Chiesa. Lo stesso anno avviò un programma di studi sui bisogni delle scuole cattoliche. Dopo la chiusura di Villa Vianney nel 1999 approvò la costruzione di una nuova residenza per sacerdoti in pensione. Portò a termine i piani per la costruzione di un centro congressi diocesano che fu inaugurato il 1º ottobre del 1999 e intitolato al cardinale William Henry Keeler. Celebrò il primo congresso eucaristico diocesano.
Fu presidente della Conferenza cattolica della Pennsylvania; co-presidente della Conferenza della Pennsylvania per la cooperazione tra le Chiese; membro di comitati di visita e valutazione per diversi seminari cattolici e membro del consiglio dei reggenti del seminario "San Vincenzo" di Latrobe.
Nel febbraio del 2004 fu ricoverato in ospedale per insufficienza renale, diabete e problemi cardiaci e respiratori. Morì all'Holy Spirit Hospital di Camp Hill il 5 marzo 2004 all'età di 71 anni. Le esequie si tennero nella chiesa del Buon Pastore a Camp Hill in quanto la cattedrale di San Patrizio era in fase di ristrutturazione. È sepolto nel cimitero di Sant'Anna a New Castle.
Nel 2005 gli fu intitolata la Residenza per sacerdoti anziani.
Il 1º agosto 2018, monsignor Ronald William Gainer, successore di Dattilo nella cattedra di Harrisburg, annunciò che i nomi di ogni vescovo di Harrisburg dal 1947 in poi, compreso quindi quello di Dattilo, sarebbero stati rimossi da qualsiasi edificio o stanza a loro intitolata in diocesi, a causa della loro incapacità di proteggere le vittime dagli abusi.

## Genealogia episcopale
La genealogia episcopale è:
- Cardinale Scipione Rebiba
- Cardinale Giulio Antonio Santori
- Cardinale Girolamo Bernerio, O.P.
- Arcivescovo Galeazzo Sanvitale
- Cardinale Ludovico Ludovisi
- Cardinale Luigi Caetani
- Cardinale Ulderico Carpegna
- Cardinale Paluzzo Paluzzi Altieri degli Albertoni
- Papa Benedetto XIII
- Papa Benedetto XIV
- Cardinale Enrico Enriquez
- Arcivescovo Manuel Quintano Bonifaz
- Cardinale Buenaventura Córdoba Espinosa de la Cerda
- Cardinale Giuseppe Maria Doria Pamphilj
- Papa Pio VIII
- Papa Pio IX
- Cardinale Alessandro Franchi
- Cardinale Giovanni Simeoni
- Cardinale Antonio Agliardi
- Cardinale Basilio Pompilj
- Cardinale Adeodato Piazza, O.C.D.
- Cardinale Luigi Raimondi
- Vescovo Francis John Mugavero
- Cardinale Anthony Joseph Bevilacqua
- Vescovo Nicholas Carmen Dattilo